# 父親

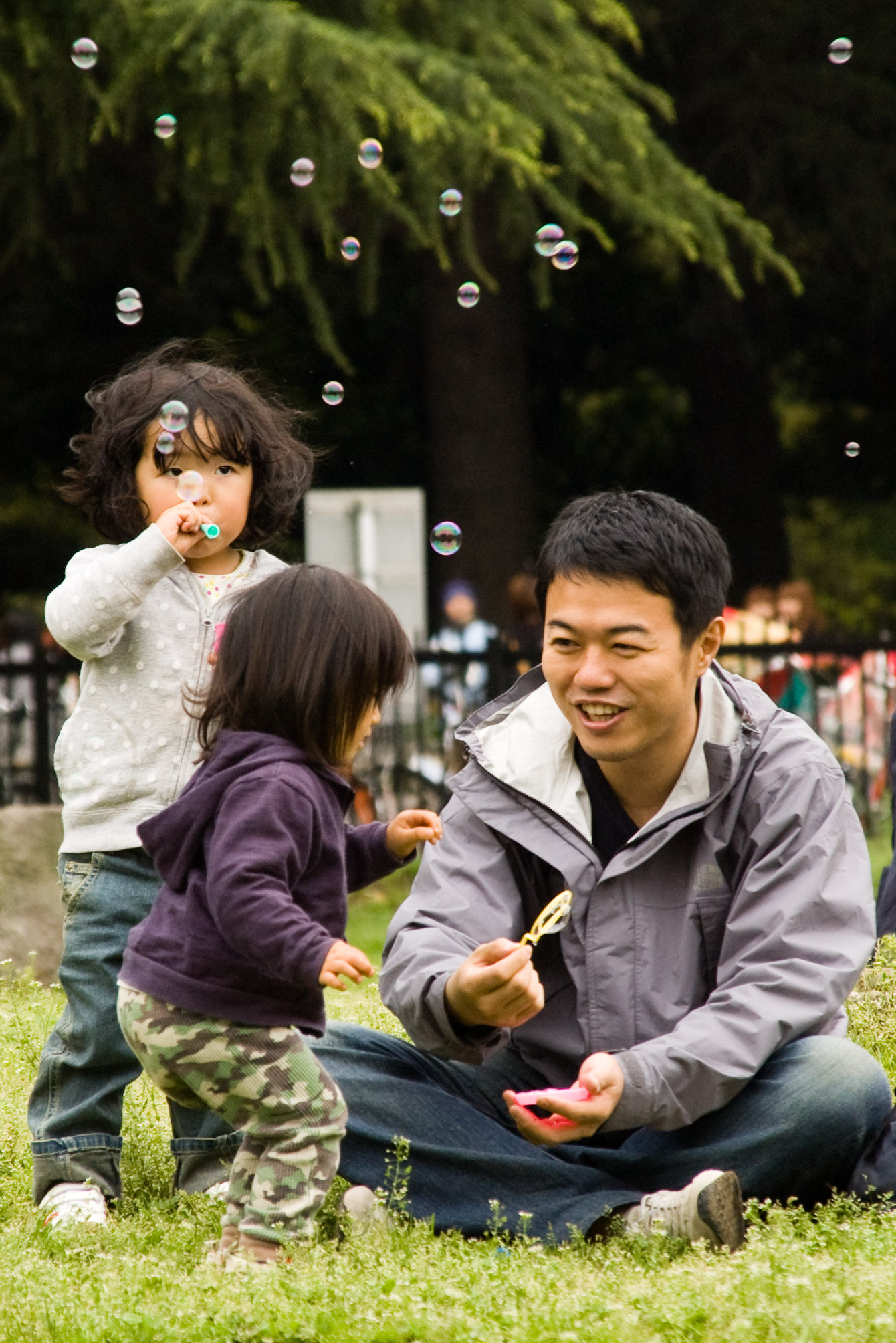
父親と子供2人（日本人）

父親（ちちおや、英: father ファーザー）とは、男親のことである。対語は母親。
「お父さん」と一般には呼び、親しみをこめて「とうさん」「とうちゃん」「親父」（おやじ）などと呼ばれる場合もある。日本語においてこれらの呼称は、養父など社会的な父親、すなわち文化人類学で言うところのペイター（pater）であるか、生物学的な遺伝的な意味での父親であるジェニター（genitor）であるかとは無関係に用いられる。
「お父さん」という呼称は、
1. 子が父親に呼びかけるとき
2. 父親が子に対して自分のことを指して言うとき
3. 妻が夫を言うときに子の父親として言うとき
4. 一家の主人として呼ぶとき
5. 会話で他人の父親に言及する場合。「〜のお父さん」

にも用いられる。2、3の場合は、話者が子の立場に自らを擬して言うという特徴がある。5の場合、おじ（いとこのお父さん）やいとこおじ（はとこのお父さん）など傍系尊属に当たる男性を指す場合もある。
幼児語で父親のことを「パパ」（
またはパピー、ポップ）と言うが、「パパ」は「ママ」ほど意味のひろがりはない。日本では首都圏で「ママ」と同様によく使用される。近畿では「おとうちゃん」が普通である。なおパパの語源はローマ教皇を表すPope（英）と同じでありギリシャ語 παππας（pappas） → ラテン語 papa → Popeとなる。地方の特定の方言圏では「とうちゃん」、近世語では「とと様」等もあるが、「ちちちゃん」や「ととちゃん」はない。
キリスト教においては神は「父」と呼ばれる。ヘブライ語の「アッバ」（「父ちゃん」「パパ」の意）という幼児語が当てられており、畏怖の対象というより親しい存在とされている。

## 父と子の関係

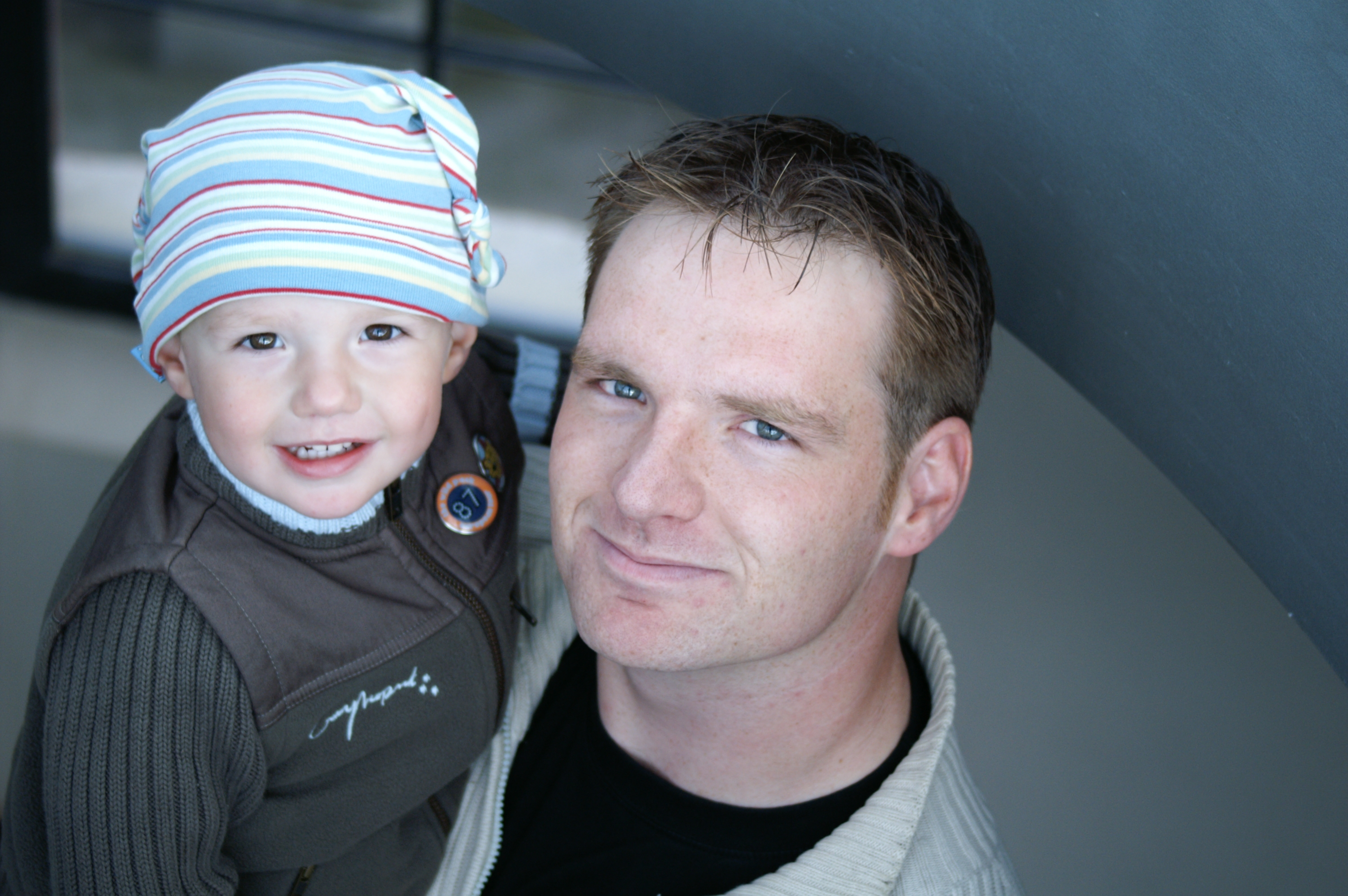
父親と子供（ドイツ人）

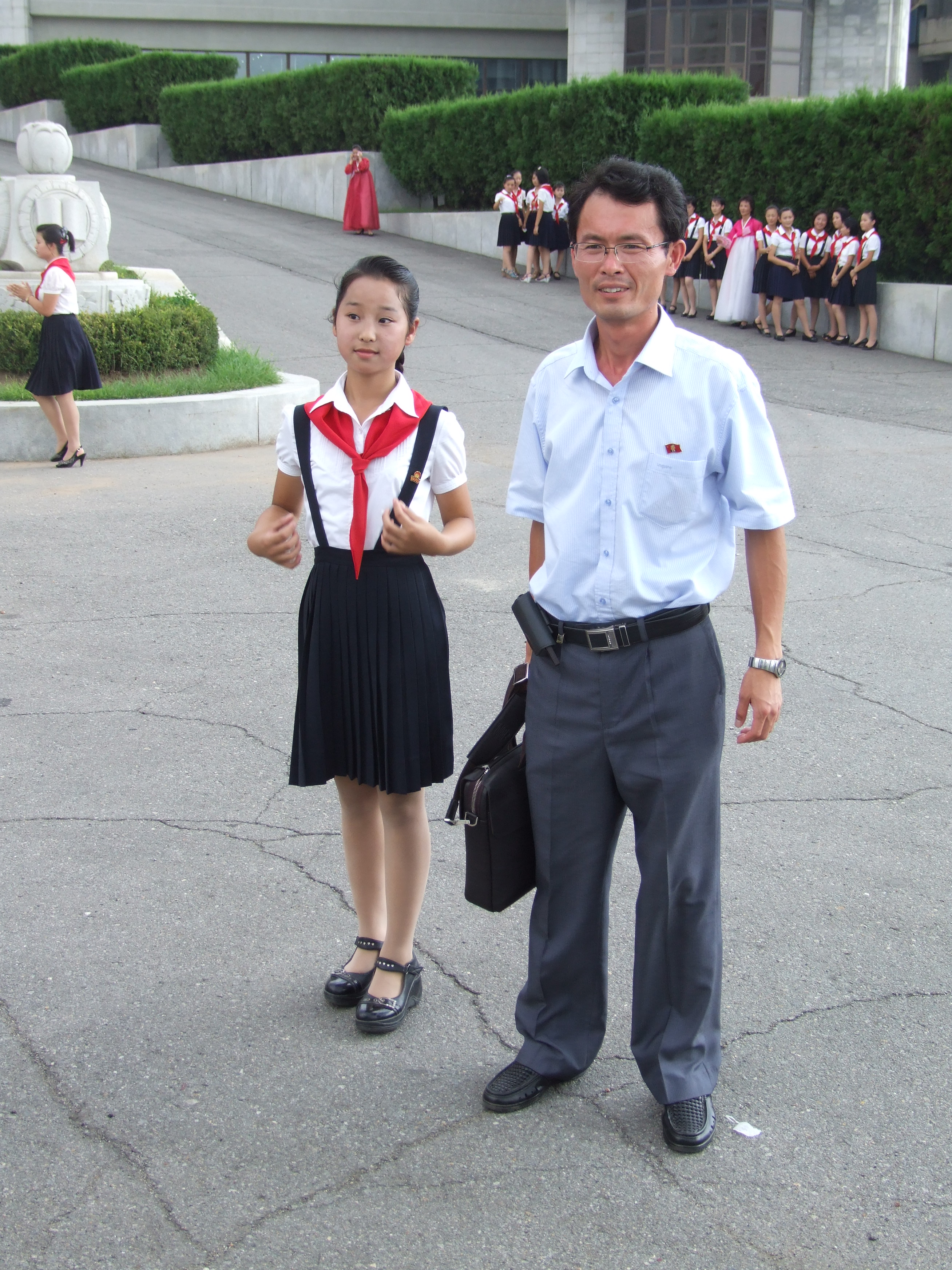
北朝鮮の父と娘（北朝鮮人）

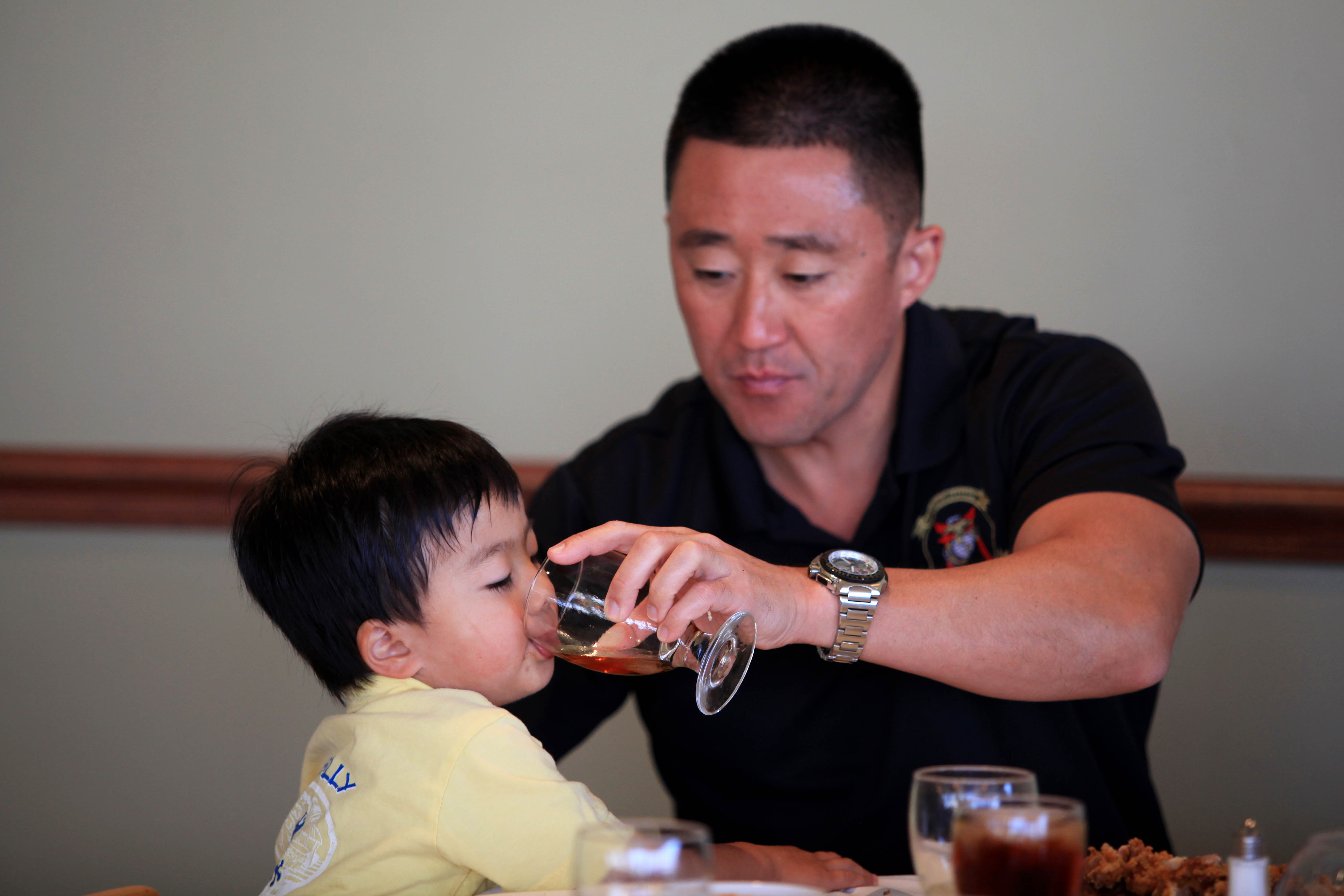
父親の日昼食（アメリカ人）

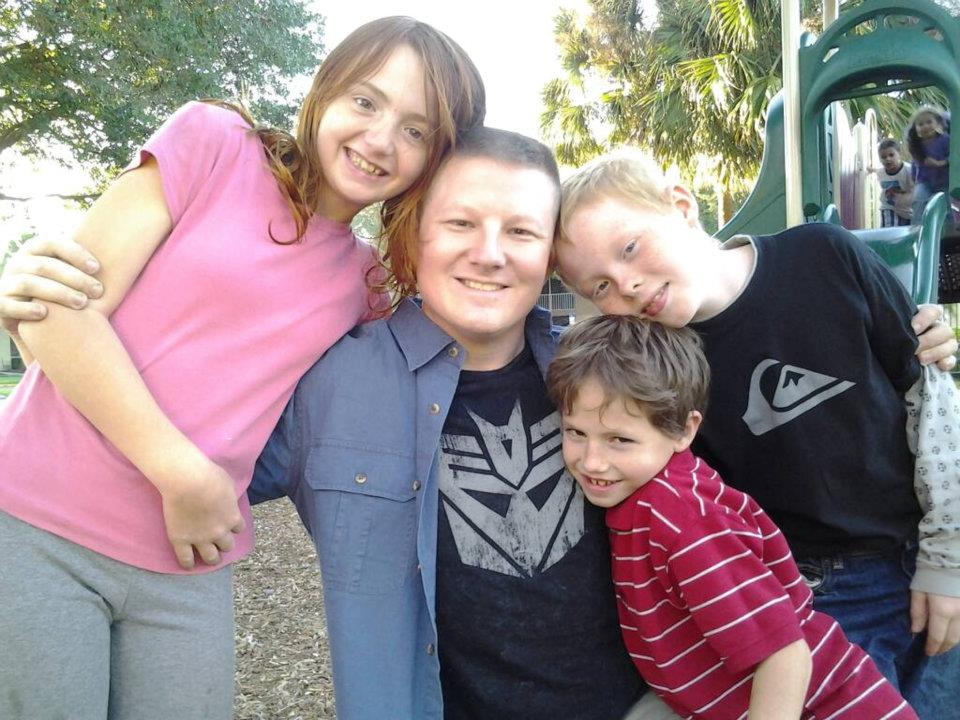
父親と子供3人（アメリカ人）

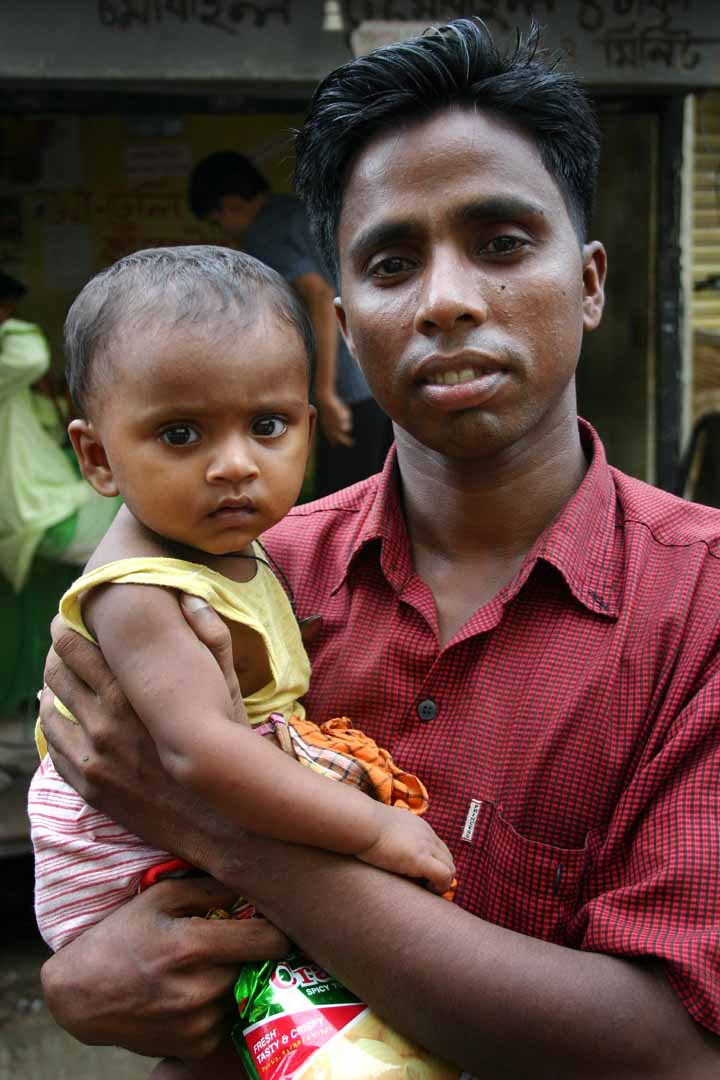
父親と子 （バングラデシュ人）

父と子の人間関係は、人において父親が果たす役割の1つであり、重要なものである。父親あるいは「お父さん」は、子供の生物学的な父親であるとは限らず、義理の父親を真の父親ないし「お父さん」と見なす子供もいる。 
たいていの父親は、子供を保護し、支持し、子供に責任を持つ。また、多くの有意義な利益を、子供に与える。それと同時に、地域社会や自分自身にも利益を与える。子供に関与する父親は、息子や娘の各成長段階で、その発達に対して独特の貢献をする。それは逆に自分自身にも良い影響を与える。
活動的な父親の姿は、少年の問題行動を減らし少女の精神的な問題を減らす上で、鍵となる重要な役割を果たす。例えば、父親と接触している子供は、認知発達評価のより高い成績を示し、より良好な対人的スキルを持ち、問題行動がより少ない傾向にあるということが、ある研究によって示された。 父と子の関与の度合いが増すと、子供の対人的安定性が増し、教育の成績が向上し、大人になってから安定した結婚生活を維持する能力が増える傾向にあるということも示された。 
父親無しに育てられた子供たちは、父親のいる家庭で育てられた同僚よりも、自分自身の認知能力や身体能力が低いと感じる傾向が認められる。父親の関与無しに子供を育てる母親は、子供とより激しい喧嘩をする傾向にあることが報告されている。父親抜きで育てられた男の子は、より女性的になるが、性役割行動の男らしさはむしろ増大するといわれる。
人類学者のMaurice Godelierによれば、人間の男性が果たす親の役割は、人間に最も近い種であるチンパンジーやボノボとは決定的に異なっている。チンパンジーやボノボでは、父親としての役割は全く見られない。猫においてもほとんど見られない。

## ○○の父
上記の意味より転じて、他国家からの独立、宗教活動、重要な発明などの創始や発展に重要な役割を果たした男性を「○○の父」と呼ぶことがある。

## 父親モチーフの作品
- タイトルに「父親」を含むページの一覧
- タイトルに「父」を含むページの一覧
- 父子星
- 浪曲子守唄
- 親父の一番長い日
- YAKUSOKU 〜父に送る手紙〜
- いすゞ お父さん・お母さんへの手紙
- ノンキナトウサン
- 天才バカボン
- ダメおやじ
- 減点パパ
- クッキングパパ
- 461個の弁当は、親父と息子の男の約束。
- おやこ刑事
- 父子鷹
- 剣客商売
- おかしな刑事
- おやじの背中
- そして父になる
- リア王